# Quartel General (Suécia)

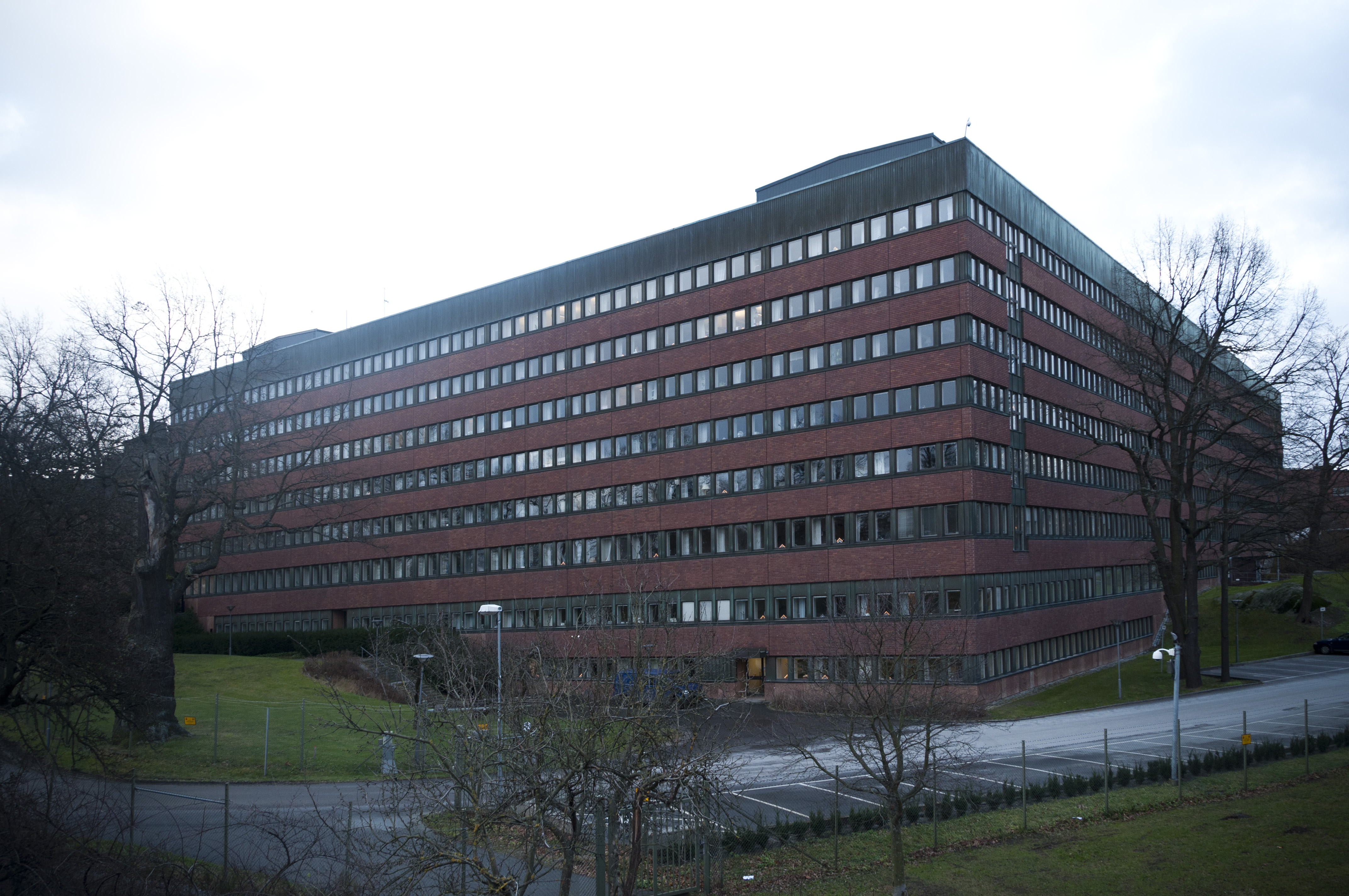
O Quartel General das Forças Armadas da Suécia em Estocolmo.

O Quartel General das Forças Armadas da Suécia - em sueco Högkvarteret, também designado pela sigla  HKV - é o órgão de comando superior das Forças Armadas da Suécia, localizado em Estocolmo, na Lidingövägen 24.

O pessoal do Quartel General é constituído por 590 oficiais profissionais e 300 funcionários civis.